# Camprodon (Santa Maria de Merlès)
|  | Aquest article tracta sobre Camprodon (Santa Maria de Merlès). Vegeu-ne altres significats a «Camprodon». |

El Camprodon és una muntanya de 791 metres que es troba al municipi de Santa Maria de Merlès, a la comarca catalana del Berguedà.
Al cim podem trobar-hi un vèrtex geodèsic (referència 284098001).